# 4472 Navashin
4472 Navashin (1980 TY14) là một tiểu hành tinh vành đai chính được phát hiện ngày 15 tháng 10 năm 1980 bởi N. S. Chernykh ở Nauchnyj.